# Бачелис, Татьяна Израилевна
Татья́на Изра́илевна (также Израильевна) Баче́лис (22 января 1918, Киев — 18 августа 1999, Москва) — советский и российский театровед, театральный критик, киновед, кинокритик. Заслуженный деятель искусств Российской Федерации (1995).

## Биография
Родилась 22 января 1918 года в Киеве. Родители, ковшеватский мещанин, врач Сруль Лейбович Бачелис (1873—?) и преподавательница французского языка Нина Савельевна Бачелис (1892—?), оформили брак уже после рождения дочери. Брат (от первого брака отца) — журналист и сценарист Илья Бачелис (1902—1951). В 14 лет в результате нелепой случайности лишилась ноги, попав под трамвай. В начале Великой Отечественной войны вместе с матерью временно эвакуировалась в Чебоксары.
В сентябре 1942 года вернулась в Москву и приступила к учёбе на театроведческом факультете Государственного института театрального искусства, на который поступила годом ранее. В 1946 году по окончании института поступила в аспирантуру Института истории искусств АН СССР (ныне Государственный институт искусствознания), где потом работала до конца жизни – младшим, старшим, ведущим, главным научным сотрудником.
В 1952 году защитила диссертацию на соискание учёной степени кандидата искусствоведения по теме «Б. В. Щукин на высшем этапе творческого пути: спектакль „Человек с ружьем“, кинофильмы „Ленин в Октябре“ и „Ленин в 1918 году“». 
В 1983 году защитила диссертацию на соискание учёной степени доктора искусствоведения по теме «Шекспир и Крэг». Член Союза писателей СССР, член Союза кинематографистов СССР.
Исследования Бачелис получили высокую оценку критики. В связи с её монографией о Федерико Феллини Э. Кузьмина отмечала:

Анализ её не убивает живую душу искусства, потому что книга-исследование подчинена тем же высшим законам художественности. Это живая плоть, а не костяк схемы. Нет псевдоучёной игры в термины. Испытываешь наслаждение от точно найденного, выраженного, воплощенного. Афористичный, чеканный стиль. <…> Свобода и широта ассоциаций, неожиданных сближений. <…> Множество обертонов, образов и цитат едва упомянутых, бросаемых намёком, словно скрытые рифмы всей мировой культуры отдаются эхом, едва тронешь хоть одну струну в созданиях этого художника. Тут нет ни эпигонства, ни кокетства эрудицией. Свобода, с которой Т. Бачелис черпает из арсенала мировой поэзии, живописи, культуры, — естественна и необходима….

Умерла 18 августа 1999 года в Москве. Похоронена на Ваганьковском кладбище.

## Семья
Первый муж — Яков Соломонович Фельдман (1913—1978), театровед.
Второй муж — Константин Лазаревич Рудницкий (1920–1988), театровед; с 1967 года они жили в ЖСК «Советский писатель» по адресу Красноармейская улица, д. 21 (до 1969: 1-я Аэропортовская ул., д. 20).
Двоюродный брат — инженер-мостостроитель Александр Семёнович Бачелис.